# Changwhania
Changwhania är ett släkte av insekter. Changwhania ingår i familjen dvärgstritar.
Kladogram enligt Catalogue of Life:
| Changwhania | \| \| Changwhania bipunctatus \| \| \| \| \| \| Changwhania ceylonensis \| \| \| \| \| \| Changwhania distanti \| \| \| \| \| \| Changwhania terauchii \| \| \| \| |
|             | \| \| Changwhania bipunctatus \| \| \| \| \| \| Changwhania ceylonensis \| \| \| \| \| \| Changwhania distanti \| \| \| \| \| \| Changwhania terauchii \| \| \| \| |
|             | Changwhania bipunctatus |
|             | |
|             | Changwhania ceylonensis |
|             | |
|             | Changwhania distanti |
|             | |
|             | Changwhania terauchii |
|             | |